# Sebastian Zelle
Sebastian Alexander Zelle, född 20 augusti 1980 i Lund, är en svensk musiker, låtskrivare och DJ.
Zelle var från 2002 med i popgruppen Supernatural, som var resultatet av dokusåpan Popstars på Kanal 5. Han var senare medlem i gruppen NEXX (tidigare Natural Ex) som 2008 slog igenom i Östeuropa med låten "Synchronize Lips".